# 1526 az irodalomban
Az 1526. év az irodalomban.

## Új művek

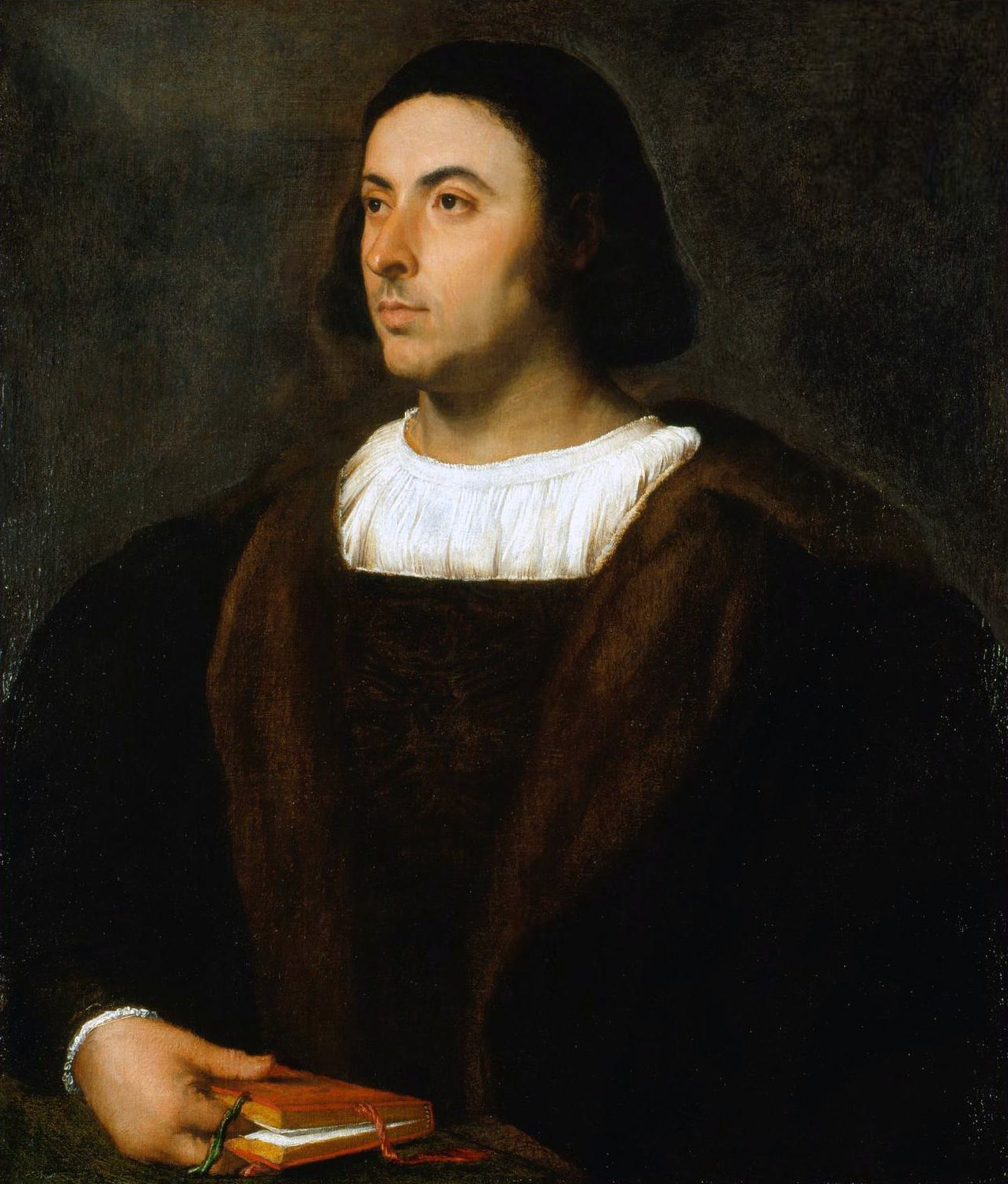
Jacopo Sannazaro

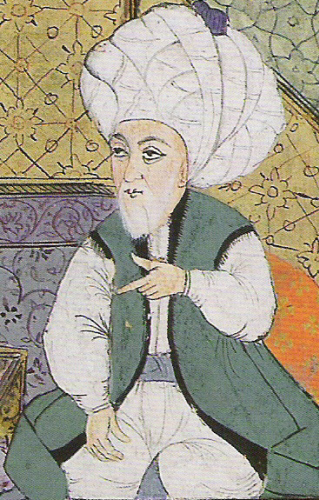
Mahmud Báki

- Megjelenik angol nyelven az Újszövetség, William Tyndale fordítása (valószínűleg Rotterdami Erasmus harmadik, 1522-es kiadású görög szövege alapján). 1530-ban pedig megjelenik angolul a Tóra, szintén Tyndale fordításában.
- Niccolò Machiavelli komédiájának bemutatója: Mandragóra (La Mandragola). Nyomtatásban két évvel korábban jelent meg.
- Jacopo Sannazaro itáliai szerző költeményei:[1]
  - De Partu Virginis (A szűz szülésről)
  - Piscatoria (Halászok életéről)

## Születések
- április 12. – Marc Antoine Muret (latinul: Muretus) francia humanista, a reneszánsz kiemelkedő latin prózaírója, a cicerói latin stílus újjáélesztőinek egyike († 1585)
- 1526. – Báki, vagy Mahmud Báki (oszmán-törökül Mahmud Abdülbâkî; oszmán-török költő, a török irodalom egyik legnagyobb alakja, akit már életében is a „költők szultánjának” neveztek († 1600)